# Kjellerup Skole
Kjellerup Skole (tidligere Kjellerup Kommuneskole) er en folkeskole, der ligger i Kjellerup i Silkeborg Kommune.
Skolen ligger centralt i Kjellerup, i nærheden af Kjellerup Torv nærmere betegnet Skolevangen. Den blev bygget i 1901 og er den største skole i kommunen. Skolen har ca. 900 elever fordelt på 9 klassetrin.
I november 2009 vandt skolen Ekstra Bladets Skolefodboldturnering.
I april 2013 vandt skolens pigehold Ekstra Bladets Skolefodboldturnering igen
Skolen blev i 2017 lagt sammen med Sjørslev Skole og Vinderslev Skole, og ændrede dermed navn til Trekløverskolen.